# 瑞典君主的王室格言
瑞典君主訂立格言（瑞典語：Valspråk）的傳統，始於16世紀初的古斯塔夫·瓦薩。之前統治瑞典的卡爾馬聯合國王雖然也訂立過格言，但不曾在瑞典使用。阿道夫·弗雷德里克及之前的君主訂定的格言都以瑞典語和拉丁語寫成，有些甚至以德語寫成；但古斯塔夫三世至今的君主格言都只有瑞典語。
| 君主                  | 統治時期               | 瑞典語          | 其他語言     | 中文翻譯                                       | 出處                                                            | 註釋 |
| 奧爾登堡王朝          | 奧爾登堡王朝           | 奧爾登堡王朝    | 奧爾登堡王朝 | 奧爾登堡王朝                                   | 奧爾登堡王朝                                                    | 奧爾登堡王朝 |
| --------------------- | ---------------------- | --------------- | ------------ | ---------------------------------------------- | --------------------------------------------------------------- | --- |
| 克里斯蒂安一世        | 1457年–1464年          |                 | 丹：         | 道德引領前路                                   | ?                                                               | |
| 漢斯 （約翰二世）     | 1497年–1501年          |                 | 拉：         | 上主的右手高舉；上主的右手施展大能。           | 《舊約聖經·詩篇》118篇16節                                      | 此經文最新的瑞典語譯本作： |
| 克里斯蒂安二世        | 1520年–1521年          |                 | 拉：         | 上帝揀選我作祂民的王。                         | 《舊約聖經次經·所羅門智訓》9章7節                               | 此經文原文作：「揀選我作民的王」 |
| 瓦薩王朝              |                        |                 |              |                                                |                                                                 | |
| 古斯塔夫·瓦薩         | 國家執政 1521年–1523年 |                 | 拉：         | 耶穌啊，守護我們。                             | ?                                                               | 瑞典解放戰爭期間的格言 |
| 古斯塔夫·瓦薩         | 國王 1523年–1560年     |                 | 拉：         | 所有權柄都出於神。                             | 《新約聖經·羅馬書》13章1節                                      | 此經文最新的瑞典語譯本作：（沒有權柄不是出於神的）                                                                                                   |
| 古斯塔夫·瓦薩         | 國王 1523年–1560年     |                 | 拉：         | 神若幫助我們，誰敵擋我們呢                     | 《新約聖經·羅馬書》8章31節                                      | 此經文最新的瑞典語譯本作：（神若幫助我們，誰能敵擋我們呢？）                                                                                         |
| 古斯塔夫·瓦薩         | 國王 1523年–1560年     |                 | 拉：         | 敬畏上主的，這人便為有福                       | 《舊約聖經·詩篇》112篇1節                                       | 此經文最新的瑞典語譯本作： |
| 古斯塔夫·瓦薩         | 國王 1523年–1560年     |                 | 拉：         | 地〔和其中所充滿的〕，都屬上主。               | 《舊約聖經·詩篇》24篇1節                                        | 此經文最新的瑞典語譯本作： |
| 埃里克十四世          | 1560年–1568年          |                 | 拉：         | 神給予祂揀選的人                               | 《舊約聖經·但以理書》4篇14節                                    | 埃里克十四世以此格言宣稱，君權神授。 |
| 約翰三世              | 1568年–1592年          |                 | 拉：         | 神是我們的幫助                                 | 《舊約聖經·詩篇》33篇20節及59篇17節                             | 此兩節經文最新的瑞典語譯本作：（我們的心向來等候上主；他是我們的幫助，我們的盾牌。）及（我的力量啊，我要歌頌你；因為神是我的高臺，是賜恩與我的神。） |
| 約翰三世              | 1568年–1592年          |                 | 拉：         | 行善者無懼                                     | ?                                                               | |
| 約翰三世              | 1568年–1592年          |                 | 拉：         | 王因仁慈和誠實得以保全他的國位，也因仁慈立穩。 | 《舊約聖經·箴言》20章28節                                       | 此兩節經文最新的瑞典語譯本作： |
| 西吉斯蒙德            | 1592年–1599年          |                 | 拉：         | 為權力和人民                                   | ?                                                               | 西吉斯蒙德於1587年兼任波蘭國王暨立陶宛大公時訂立此格言。                                                                                             |
| 西吉斯蒙德            | 1592年–1599年          |                 | 拉：         | 王的心在上主手中                               | 《舊約聖經·箴言》21章1節                                        | 跟丹麥-挪威國王弗雷德里克一世的格言相同。此兩節經文最新的瑞典語譯本作：                                                                              |
| 西吉斯蒙德            | 1592年–1599年          |                 | 拉：         | 最崇高歸於天國                                 | ?                                                               | 也作 |
| 卡爾九世              | 國家執政 1599年–1604年 |                 | 拉：         | 神是我的安慰                                   | 《舊約聖經·詩篇》62篇6節                                        | 此兩節經文最新的瑞典語譯本作：（我的盼望是從祂而來）                                                                                                 |
| 卡爾九世              | 國家執政 1599年–1604年 |                 | 拉：         | 神是我的力量                                   | 《舊約聖經·詩篇》118篇14節                                      | 此兩節經文最新的瑞典語譯本作：（上主是我的力量，是我的詩歌）                                                                                         |
| 卡爾九世              | 國王 1604年–1611年     |                 | 拉：         | 上主是我的安慰                                 | 《舊約聖經·詩篇》62篇6節                                        | 同一句格言，只是以「上主」代替「神」 |
| 古斯塔夫二世·阿道夫   | 1611年–1632年          |                 | 拉：         | 榮耀歸於最高處，他們的拯救                     | ?                                                               | 拉丁語格言首字母為GASR，與（瑞典國王古斯塔夫·阿道夫）的首字母相同                                                                                    |
| 古斯塔夫二世·阿道夫   | 1611年–1632年          |                 | 拉：         | 神與勝利的武器                                 | ?                                                               | 只有三十年戰爭期間在德意志使用 |
| 古斯塔夫二世·阿道夫   | 1611年–1632年          |                 | 德：         | 神與我們同在                                   | 《舊約聖經次經·友第德傳》13章11節及《新約聖經·馬太福音》1章23節 | 只有三十年戰爭期間在德意志使用，例如在1631年布賴滕費爾德戰役中用作暗號                                                                               |
| 克里斯蒂娜            | 1632年–1654年          |                 | 拉：         | 智慧乃政府之支柱                               | ?                                                               | 拉丁語格言首字母為CRS，與（瑞典女王克里斯蒂娜）的首字母相同                                                                                          |
| 普法爾茨王朝          |                        |                 |              |                                                |                                                                 | |
| 卡爾十世·古斯塔夫     | 1654年–1660年          |                 | 拉：         | 我的命運在神手中，祂必成全                     | 《舊約聖經·詩篇》37篇5節                                        | 此經文最新的瑞典語譯本作：（倚靠他，他就必成全。）                                                                                                   |
| 卡爾十一世            | 1660年–1697年          |                 | 拉：         | 我的命運在神手中，祂必成全                     | 《舊約聖經·詩篇》37篇5節                                        | 1672年前卡爾十一世因年幼未親政，沿用父親的格言 |
| 卡爾十一世            | 1660年–1697年          |                 | 拉：         | 上主是我的保護                                 | 《舊約聖經·詩篇》94篇22節                                       | 此經文最新的瑞典語譯本作： |
| 卡爾十一世            | 1660年–1697年          | 拉：            |              | 上主是我的保護                                 | 《舊約聖經·詩篇》94篇22節                                       | 此經文最新的瑞典語譯本作： |
| 卡爾十二世            | 1697年–1718年          |                 | 拉：         | 上主是我的保護                                 | 《舊約聖經·詩篇》94篇22節                                       | 卡爾十二世因年幼未親政時，沿用父親的格言 |
| 卡爾十二世            | 1697年–1718年          |                 | –            | 與神的幫助同在                                 | ?                                                               | 1707年訂立的格言，是有史以來首個只有瑞典語的格言 |
| 烏爾麗卡·埃利諾拉     | 1718年–1720年          |                 | 拉：         | 我的盼望在神                                   | 《舊約聖經·詩篇》62篇6節                                        | 與卡爾九世的格言受同一節經文啟發 |
| 黑森王朝              |                        |                 |              |                                                |                                                                 | |
| 弗雷德里克一世        | 1720年–1751年          |                 | 拉：         | 我的盼望在神                                   | 《舊約聖經·詩篇》62篇6節                                        | 與妻子的格言相同，因為弗雷德里克一世是從她手中接過王位的                                                                                             |
| 荷尔斯泰因-戈托普王朝 |                        |                 |              |                                                |                                                                 | |
| 阿道夫·弗雷德里克     | 1751年–1771年          |                 | 拉：         | 國家福祉，即我福祉                             | ?                                                               | |
| 古斯塔夫三世          | 1771年–1792年          |                 | –            | 祖國                                           | ?                                                               | 第一次僅使用瑞典語，也是唯一一次只有一個字的君主格言                                                                                                 |
| 古斯塔夫四世·阿道夫   | 1792年–1809年          |                 | –            | 神與人民                                       | ?                                                               | 只在國王年幼時出現。 |
| 卡爾十三世            | 國家執政 1809年        |                 | –            | 人民的福祉，即我的最高法則。                   | 羅馬政治家馬庫斯·圖利烏斯·基凱羅作品《論法律》第3冊3章8節       | 卡爾十三世被迫簽署《1809年政府法案》，他以此格言表達自己理解人民意願。西塞羅原文作：                                                                 |
| 卡爾十三世            | 國王 1809年–1818年     |                 | –            | 人民的福祉，即我的最高法則。                   | 羅馬政治家馬庫斯·圖利烏斯·基凱羅作品《論法律》第3冊3章8節       | 卡爾十三世被迫簽署《1809年政府法案》，他以此格言表達自己理解人民意願。西塞羅原文作：                                                                 |
| 貝爾納多特王朝        |                        |                 |              |                                                |                                                                 | |
| 卡爾十四世·約翰       | 1818年–1844年          |                 | –            | 人民擁戴，我的獎賞                             | ?                                                               | |
| 奧斯卡一世            | 1844年–1859年          |                 | –            | 權立與真理                                     | 《1809年政府法案》§ 16                                          | |
| 卡爾十五世            | 1859年–1872年          |                 | –            | 國家以法律建成                                 | 1296年《烏普蘭律法》（Upplandslagen）                           | |
| 奧斯卡二世            | 1872年–1907年          | 1872年–1905年： | –            | 兄弟人民的福祉                                 | 國王對瑞典-挪威聯合的承諾                                       | 瑞典-挪威聯合尚存時的格言 |
| 奧斯卡二世            | 1872年–1907年          | 1905年–1907年： | –            | 瑞典的福祉                                     | 根據國王之前的格言                                              | 因為瑞典-挪威聯合解體，「兄弟人民」已不再適用 |
| 古斯塔夫五世          | 1907年–1950年          |                 | –            | 與祖國人民同在                                 | ?                                                               | 因當時出現提倡共和制的人，國王以此格言表達自己願望                                                                                                   |
| 古斯塔夫六世·阿道夫   | 1950年–1973年          |                 | –            | 責任至上                                       | ?                                                               | |
| 卡爾十六世·古斯塔夫   | 1973年-                |                 | –            | 為了瑞典，與時俱進                             | ?                                                               | 國王以此格言承諾自己會當現代君主。 |